# Seth Sohlberg
Seth Agathon Sohlberg, född 2 januari 1856 i Åbo, död 29 januari 1918 i Viborg, var en finländsk industriman och donator.
Sohlberg inköpte 1884 och uppdrev en järnvaruaffär i Viborg (1906 ombildad till aktiebolag), grundlade där 1885 en galvaniseringsfabrik och hade även intressen i flera stora affärsföretag (till exempel pappersbruket i Simpele, för vilket han 1906 var en av grundläggarna, och Wärtsilä). Sohlbergs testamente innehöll legat för 19 allmänna institutioner, bland annat ett sommarhem för folkskollärarinnor i Viborg, sommarkolonier för folkskolebarn där, Herman Renlunds fond för praktisk geologisk forskning, Svenska litteratursällskapet i Finland, Svenska folkskolans vänner, Finska hushållningssällskapet, Finska vetenskapssocieteten, Viborgs konstvänner och Åbo Akademi. Av återstoden av kvarlåtenskapen skulle hälften tillfalla Svenska kulturfonden och den andra hälften fördelas i proportion på de övriga institutionerna.